# Placosaris labordalis
Placosaris labordalis is een vlinder van de familie van de grasmotten (Crambidae). De wetenschappelijke naam van deze soort is voor het eerst voorgesteld als Pyrausta labordalis door Pierre Viette in een publicatie uit 1958.
De soort komt voor op Madagaskar.